# هیلدگون میکلشپلاس
هیلدگون میکلشپلاس (انگلیسی: Hildegunn Mikkelsplass؛ زادهٔ ۱۶ آوریل ۱۹۶۹) ورزشکار دوگانه اهل نروژ است.